# Bereźce (obwód homelski)
Bereźce (biał. Бярэжцы, Biareżcy; ros. Бережцы, Bierieżcy) – wieś na Białorusi, w obwodzie homelskim, w rejonie żytkowickim, w sielsowiecie Ryczewo, nad Stwihą. Graniczy z Prypeckim Parkiem Narodowym.

## Historia
W XIX i w początkach XX w. położone były w Rosji, w guberni mińskiej, w powiecie mozyrskim, w gminie Turów.
Po I wojnie światowej pod administracją polską, w Zarządzie Cywilnym Ziem Wschodnich, w okręgu brzeskim, w powiecie mozyrskim, w gminie Turów. W wyniku postanowień traktatu ryskiego znalazły się w granicach Związku Sowieckiego. W okresie międzywojennym wieś leżała w pobliżu granicy z Polską. Od 1991 w niepodległej Białorusi.